# Triathlon ai XVII Giochi panamericani
Il triathlon ai XVII Giochi panamericani si è svolto all'Ontario Place a Toronto, in Canada, l'11 (donne) e il 12 luglio 2015 (uomini). Il triathlon ai Giochi panamericani è entrato a far parte dell'evento continentale dal 1995, e consiste in tre prove di nuoto, ciclismo e corsa a piedi che si svolgono in sequenza e senza interruzione.
Tra gli uomini ha vinto il messicano Crisanto Grajales, mentre tra le donne la cilena Barbara Riveros.

## Calendario
Tutti gli orari secondo il Central Standard Time (UTC-6).
| ! Data        | Inizio | Evento           | Fase   |
| ------------- | ------ | ---------------- | ------ |
| Sab 11 luglio | 8:30   | Triathlon donne  | Finale |
| Dom 12 luglio | 8:30   | Triathlon uomini | Finale |

## Podio
| Evento | Oro               | Argento        | Bronzo       |
| Uomini | Crisanto Grajales | Kevin McDowell | Irving Perez |
| Donne  | Barbara Riveros   | Paola Diaz     | Flora Duffy  |

## Risultati

### Élite uomini
| Pos. | Nome                           | Paese       | Nuoto    | Bici     | Corsa    | Totale   |
| ---- | ------------------------------ | ----------- | -------- | -------- | -------- | -------- |
|      | Crisanto Grajales              | Messico     | 00:18:53 | 00:58:21 | 00:30:58 | 01:48:58 |
|      | Kevin McDowell                 | Stati Uniti | 00:19:08 | 00:58:06 | 00:30:59 | 01:48:59 |
|      | Irving Perez                   | Messico     | 00:18:46 | 00:58:28 | 00:31:05 | 01:49:05 |
| 4    | Gonzalo Raul Tellechea         | Argentina   | 00:20:06 | 00:57:12 | 00:31:09 | 01:49:12 |
| 5    | Jason Wilson                   | Barbados    | 00:18:53 | 00:58:23 | 00:31:18 | 01:49:19 |
| 6    | Luciano Taccone                | Argentina   | 00:20:03 | 00:57:13 | 00:31:23 | 01:49:25 |
| 7    | Andrew Yorke                   | Canada      | 00:19:05 | 00:58:12 | 00:31:29 | 01:49:31 |
| 8    | Hunter Kemper                  | Stati Uniti | 00:18:56 | 00:58:16 | 00:31:37 | 01:49:37 |
| 9    | Leonardo Chacon                | Costa Rica  | 00:18:53 | 00:58:22 | 00:31:52 | 01:49:52 |
| 10   | Tyler Mislawchuk               | Canada      | 00:18:47 | 00:58:27 | 00:31:53 | 01:49:54 |
| 11   | Rodrigo Gonzalez               | Messico     | 00:19:07 | 00:58:09 | 00:31:55 | 01:49:56 |
| 12   | Juan Jose Andrade Figueroa     | Ecuador     | 00:18:50 | 00:58:30 | 00:31:59 | 01:50:02 |
| 13   | Carlos Javier Quinchara Forero | Colombia    | 00:18:53 | 00:58:20 | 00:32:04 | 01:50:04 |
| 14   | Felipe Barraza                 | Cile        | 00:18:56 | 00:58:20 | 00:32:17 | 01:50:15 |
| 15   | Diogo Sclebin                  | Brasile     | 00:18:59 | 00:58:14 | 00:32:23 | 01:50:24 |
| 16   | Ramón Armando Matute           | Ecuador     | 00:18:51 | 00:58:27 | 00:32:36 | 01:50:38 |
| 17   | Eric Lagerstrom                | Stati Uniti | 00:19:04 | 00:58:07 | 00:32:55 | 01:50:51 |
| 18   | Michel Gonzalez Castro         | Cuba        | 00:19:18 | 00:58:04 | 00:32:53 | 01:50:57 |
| 19   | Carlos Enrique Perez Bolsegui  | Venezuela   | 00:19:13 | 00:58:05 | 00:33:12 | 01:51:15 |
| 20   | Carlos Alfredo Perez Bolsegui  | Venezuela   | 00:19:11 | 00:58:09 | 00:33:18 | 01:51:23 |
| 21   | Reinaldo Colucci               | Brasile     | 00:19:10 | 00:58:04 | 00:33:27 | 01:51:24 |
| 22   | Danilo Pimentel                | Brasile     | 00:19:10 | 00:58:06 | 00:33:51 | 01:51:52 |
| 23   | Martin Bedirian                | Argentina   | 00:18:57 | 00:58:23 | 00:35:18 | 01:53:23 |
| 24   | Renze Postma                   | Aruba       | 00:18:59 | 00:58:22 | 00:37:39 | 01:55:45 |
| 25   | Andres Cabascango              | Ecuador     | 00:19:46 | 01:01:23 | 00:34:53 | 01:56:49 |
| 26   | Martin Oliver Rostan           | Uruguay     | 00:19:43 | 01:01:26 | 00:35:32 | 01:57:29 |
| 27   | Gerardo Vergara                | Guatemala   | 00:19:12 | 00:58:02 | 00:39:41 | 01:57:39 |

### Élite donne
| Pos. | Atleta                        | Paese       | Nuoto    | Bici     | Corsa    | Totale   |
| ---- | ----------------------------- | ----------- | -------- | -------- | -------- | -------- |
|      | Barbara Riveros               | Cile        | 00:20:09 | 01:00:48 | 00:35:20 | 01:57:18 |
|      | Paola Diaz                    | Messico     | 00:20:11 | 01:00:51 | 00:35:42 | 01:57:48 |
|      | Flora Duffy                   | Bermuda     | 00:18:35 | 01:00:22 | 00:35:57 | 01:57:56 |
| 4    | Elizabeth Bravo               | Ecuador     | 00:20:12 | 01:00:53 | 00:36:07 | 01:58:13 |
| 5    | Chelsea Burns                 | Stati Uniti | 00:20:15 | 01:00:52 | 00:36:21 | 01:58:29 |
| 6    | Ellen Pennock                 | Canada      | 00:20:10 | 01:00:54 | 00:36:37 | 01:58:42 |
| 7    | Cecilia Gabriela Perez Flores | Messico     | 00:20:08 | 01:00:53 | 00:36:43 | 01:58:48 |
| 8    | Sarah Haskins                 | Stati Uniti | 00:18:37 | 01:02:04 | 00:36:50 | 01:58:59 |
| 9    | Paula Findlay                 | Canada      | 00:20:16 | 01:00:46 | 00:37:49 | 01:59:55 |
| 10   | Pamella Oliveira              | Brasile     | 00:18:38 | 01:02:28 | 00:38:00 | 02:00:05 |
| 11   | Romina Biagioli               | Argentina   | 00:20:11 | 01:00:56 | 00:38:33 | 02:00:38 |
| 12   | Romina Palacio Balena         | Argentina   | 00:20:13 | 01:01:01 | 00:38:32 | 02:00:46 |
| 13   | Joanna Brown                  | Canada      | 00:20:16 | 01:00:48 | 00:39:46 | 02:02:04 |
| 14   | Leslie Amat Alvarez           | Cuba        | 00:20:13 | 01:00:57 | 00:40:11 | 02:02:19 |
| 15   | Valentina Carvallo            | Cile        | 00:20:46 | 01:04:49 | 00:36:22 | 02:02:58 |
| 16   | Alia Cardinale Villalobos     | Costa Rica  | 00:20:08 | 01:00:58 | 00:40:56 | 02:03:06 |
| 17   | Luisa Baptista                | Brasile     | 00:20:15 | 01:05:26 | 00:38:53 | 02:05:33 |
| 18   | Beatriz Neres                 | Brasile     | 00:21:54 | 01:05:04 | 00:37:15 | 02:05:34 |
| 19   | Erin Storie                   | Stati Uniti | 00:20:13 | 01:05:20 | 00:39:12 | 02:05:52 |
| 20   | Melissa Rios                  | Porto Rico  | 00:19:01 | 01:02:12 | 00:44:23 | 02:06:32 |
| 21   | Valeria Piedra Chillagana     | Ecuador     | 00:20:48 | 01:06:20 | 00:39:29 | 02:07:50 |
| 22   | Daniela Schoenfeld            | Guatemala   | 00:21:56 | 01:05:11 | 00:39:56 | 02:08:23 |
| 23   | Lizandra Hernandez            | Cuba        | 00:20:49 | 01:06:12 | 00:41:05 | 02:09:31 |
| 24   | Barbara Schoenfeld            | Guatemala   | 00:21:51 | 01:05:09 | 00:42:45 | 02:11:07 |
| 25   | Steffy Mishel Salazar Perez   | Ecuador     | 00:20:47 | 01:06:42 | 00:44:34 | 02:13:11 |
| 26   | Delia Isamar López Chavez     | Perù        | 00:21:55 | 01:05:29 | 00:53:56 | 02:22:32 |